# Campeonato Carioca 1917
In 1917 werd het twaalfde Campeonato Carioca gespeeld voor voetbalclubs uit de Braziliaanse stad Rio de Janeiro, die toen de hoofdstad was. De competitie werd gespeeld van 20 mei 1917 tot 24 mei 1918. Fluminense werd kampioen. 

## Eindstand
| Plaats | Club             | Wed. | W  | G | V  | Saldo | Ptn. |
| ------ | ---------------- | ---- | -- | - | -- | ----- | ---- |
| 1.     | Fluminense       | 18   | 14 | 2 | 2  | 58:21 | 30   |
| 2.     | America          | 18   | 13 | 2 | 3  | 52:23 | 28   |
| 3.     | Flamengo         | 18   | 12 | 2 | 4  | 44:25 | 26   |
| 4.     | São Cristóvão AC | 18   | 12 | 1 | 5  | 58:37 | 25   |
| 5.     | Botafogo         | 18   | 11 | 0 | 7  | 56:48 | 22   |
| 6.     | Andarahy         | 18   | 8  | 3 | 7  | 36:32 | 19   |
| 7.     | Bangu            | 18   | 5  | 1 | 12 | 27:54 | 11   |
| 8.     | Mangueira        | 18   | 2  | 4 | 12 | 14:42 | 8    |
| 9.     | Carioca          | 18   | 2  | 3 | 13 | 25:55 | 7    |
| 10.    | Villa Isabel     | 18   | 1  | 2 | 15 | 21:54 | 4    |

|  | Kampioen            |
|  | Degradatie play-off |

### Degradatie Play-off
|                  |                        |       |         |                                                                           |
| 24 februari 1918 | Villa Isabel           | 5 – 0 | Cattete | Rua General Severiano, Rio de Janeiro Scheidsrechter: Rubens Portocarrero |
| 24 februari 1918 | Brandão , Cecy , Othon |       | Antenor | Rua General Severiano, Rio de Janeiro Scheidsrechter: Rubens Portocarrero |

### Kampioen
| Campeonato Carioca de 1917     |
| Rio de Janeiro                 |
| ------------------------------ |
| FLUMINENSE Kampioen (6° titel) |